# Bartonsville (Pensilvania)
Bartonsville es una de las llamadas áreas no incorporadas del municipio de Hamilton, entre los municipios de Pocono y Stroud, en el Condado de Monroe, Pensilvania, Estados Unidos.

## Historia
Bartonsville fue fundada en 1831 por el coronel Joseph Benjamin Barton cuando este abrió las puertas de un hotel y una oficina de correos en la ruta de diligencias entre Easton y Belmont. Los Barton se asentaron a lo largo de esta rentable ruta de transporte tras haber regentado una heladería en East Stroudsburg durante varios años. Tras residir allí varios años, su apellido Barton dio nombre a la comunidad, aunque parte de la familia viajó más al norte, para finalmente fundar una nueva ciudad en Waymart, en el Condado de Wayne. En Bartonsville pronto abrió un aserradero (Pocono Creek), al que siguió una iglesia luterana, para reunir una pequeña comunidad. La población se dotó también de una escuela y de un cementerio. 
Actualmente, Bartonsville se ha convertido en un área no incorporada o ciudad dormitorio en la Ruta de Pensilvania 611, con modernos centros comerciales, entre ellos Barton Glen, Tara Hills, Pocono Laurel Lake, Fawn Acres y Buck Valley. Bartonsville cuenta también con un pequeño núcleo de comercio minorista que empuja su floreciente actividad económica. El pueblo tiene el código postal 18321 y según el census de Estados Unidos tenía una población de 1753 habitantes en el año 2000.

## Personajes
- Shelby Starner, compositor y cantante.